# 四聖人
『四聖人』（しせいじん、伊: Quattro Santi, 英: Four Saints）として知られる『聖ペテロ、聖マルタ、マグダラのマリア、聖レオナルド』（伊: Santi Pietro, Marta, Maria Maddalena e Leonardo, 英: Saints Peter, Martha, Mary Magdalen and Leonard）は、イタリアのルネサンス期のパルマ派の画家コレッジョが1515年頃に制作した祭壇画である。油彩。キリスト教の4人の聖人、聖ペテロ、聖マルタ、マグダラのマリア、聖レオナルドを描いた作品で、コレッジョ初期の最も重要な作品の1つ。現在はニューヨークのメトロポリタン美術館に所蔵されている。

## 主題
聖ペテロはもともとガリラヤ湖畔に住む漁師で、第一の使徒であり、キリストに最も親しい人物の1人であった。「マタイによる福音書」16章のキリストがペテロに「この岩の上にわたしの教会を建てよう。死の力もそれに勝つことはできない。あなたに天国の鍵を授けよう。そして、あなたが地上でつなぐことは、天でもつながれ、あなたが地上で解くことは天でも解かれるであろう」と話したエピソードは西洋絵画で繰り返し表現された。聖ペテロはキリストの死後、使途を率いて布教を続け、ローマに最初のキリスト教団を設立したが、紀元64年にローマ皇帝ネロの命で磔刑に処された。聖マルタは聖ラザロおよびマリアの姉である。『黄金伝説』によると、キリストの死後、聖マルタは布教のため南フランスのローヌ川沿いの森林に移り住み、人を食らうドラゴンのタラスクを退治した。彼女はタラスクにアスペルギウムの聖水を浴びせかけて従順にし、首に帯を結びつけた。タラスクは街まで連れて行かれたのち、人々によって退治された。マグダラのマリアは聖マルタの妹マリアと同一視され、キリストに7つの悪霊を追い払ってもらい、キリストの磔刑に立ち会い、復活を目撃したとされる。聖レオナルドゥスは6世紀頃の聖人でフランク王国の王クローヴィス1世に仕え、王にとりなして囚人を保護した。リモージュ近郊のノブラックに修道院を創建したとも伝えられている。

## 制作経緯

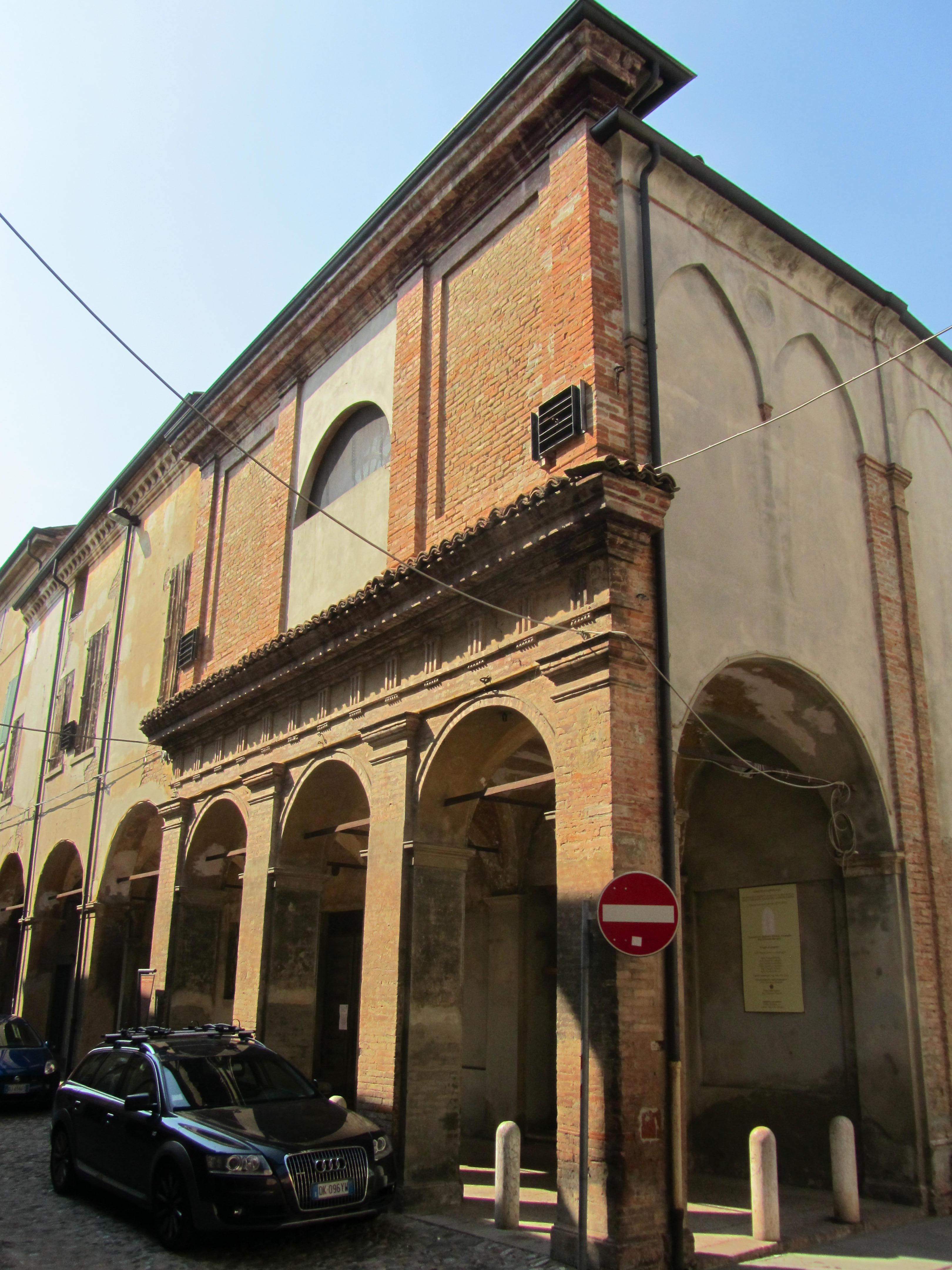
コッレッジョのサンタ・マリア・デッラ・ミゼリコルディア教会。

この祭壇画は画家の故郷コッレッジョの後援者であるメルヒオール・ファッシ（Melchior Fassi）の依頼で制作された作品で、1690年までに同地にあるサンタ・マリア・デッラ・ミゼリコルディア教会の聖マルタに捧げられたファッシ家礼拝堂の祭壇に設置されていた。ファッシ家は同じくコッレッジョの一族で画家に『聖フランチェスコのいるエジプトへの逃避途上の休息』（Riposo durante la fuga in Egitto con San Francesco）を発注したフランチェスコ・ムナーリ（Francesco Munari）の出身であるムナーリ家と親戚関係にあった。ただしこの作品は完成してからファッシ家礼拝堂に設置されるまでに紆余曲折を経たようである。ファッシは埋葬権、遺贈、祭壇画に関する様々な要求を含む3つの遺言書（1517年、1528年、1538年）を作成したが、ファッシはこれらの遺言書で全財産をサン・クイリヌス大聖堂に遺贈して礼拝堂を建設し、本作品と同じ聖人、聖ペテロ、聖マルタ、マグダラのマリア、聖レオナルドを描いた祭壇画を発注する意向を述べている。そこで本作品はファッシが遺言書で計画した祭壇画と考えられていた。ところが、様式的特徴から推定される本作品の制作年代はファッシの遺言書が作成される以前であることを示している。またファッシは最終的に遺言書で示した計画を諦め、すでにサンタ・マリア・デッラ・ミゼリコルディア教会にあった一族の礼拝堂に埋葬されることを決心した。これらの点から、遺言書で計画されていた祭壇画は本作品とは別のものであり、新たな祭壇画が制作されることはなく、おそらくファッシが遺言書の作成以前にコレッジョに発注した本作品を礼拝堂に設置したのではないかと考えられている。

## 作品
柔らかな光に照らされた暗い森の前に4人の聖人、聖ペテロ、聖マルタ、マグダラのマリア、聖レオナルドが立っている。彼らはそれぞれ思索にふけっているように見える。聖人はみな伝統的なアトリビュートを持っているため、いかなる聖人であるか識別することができる。たとえば聖ペテロは右手に金と銀の天国の鍵を持ち、彼の名前を暗示させる石の上に右足を乗せている。この石はまた「マタイによる福音書」16章で言及されているキリストの「岩の上に教会を建てる」という言葉を暗示している。マグダラのマリアは微笑みながら金製の軟膏壺を、初老の姿の聖レオナルドはフード付きのローブを着て、囚人を解放したエピソードと関連する金属の足枷を持っている。とりわけ興味深いのは聖マルタである。竜退治の伝説で知られる彼女は、『黄金伝説』の記述にしたがって、大人しくなったドラゴンの首に帯を結びつけて従えている。加えて暗い森の背景は聖マルタが森の中に住んだという伝説に基づいている。聖マルタの背後に立っている木の幹には1羽のキツツキが止まっている。
この聖人たちはファッシによって選択されたものであり、ファッシやその一族にとって重要な意味を持っていたと考えられる。聖マルタとマグダラのマリアが画面の中央で対となっているのと同様に、聖ペテロと聖レオナルドは画面の両側で不均一な対を形成している。聖レオナルドが描かれることは西洋美術では稀であり、しばしば剃髪した髭のない若者として描かれるが、本作品では聖ペテロと対になっているため不自然さはない。実際にボローニャの画家シモーネ・デイ・クロチフィッシの1385年頃の多翼祭壇画『聖人と預言者の間での聖母戴冠とキリストの磔刑』（Incoronazione di Maria Vergine tra santi e profeti; crocefissione di Cristo）では、本作品と同じくフード付きのローブを着た老人として描かれている（右翼中央）。一方で画面左側の聖ペテロと聖マルタはうつむいているが、画面右側の2聖人のうち聖レオナルドは天を見上げており、マグダラのマリアだけが鑑賞者を見つめている。マグダラのマリアが鑑賞者に向けた謎めいた笑みは、レオナルド・ダ・ヴィンチの『モナ・リザ』（La Gioconda）に触発されている。
構図上の源泉としては、ラファエロ・サンツィオの祭壇画『聖チェチリアの法悦』（Estasi di santa Cecilia）にインスピレーションを受けた可能性が指摘されている。この5人の聖人を立像として描いた祭壇画は1514年から1515年にボローニャのサン・ジョヴァンニ・イン・モンテ教会の礼拝堂に届けられたため、コレッジョがそれを見たことが考えられる。しかしこの推測は否定される傾向にある。本作品のシンプルかつ堅苦しい構成構造は、実際にはコッレッジョで制作された絵画にいくつか前例がある。また正面に展開された構図は凹型の奥行き、身振りの多様性、豊富な細部によって活気づけられている。
聖ペテロはデトロイト美術館に所蔵されているコレッジョの1512年頃の『聖カタリナの神秘の結婚』（Matrimonio mistico di santa Caterina）の聖ヨセフと同じモデルの可能性がある。
制作年代はコレッジョによる別の祭壇画『聖フランチェスコの聖母』（Madonna di San Francesco）とほぼ同時期の1515年頃、あるいはそれよりも早い1513年から1514年に制作された可能性も考えられている。

## 来歴
1780年代、コッレッジョはヴィンチェンツォ・ファブリッツィ伯爵（conte Vincenzo Fabrizi）の統治下に置かれていた。モデナ＝レッジョ公爵エルコレ3世・デステの政策の影響は市内の一部の宗教的共同体に影響を与えており、1782年にはサンタ・マリア・デッラ・ミゼリコルディア教会の信心会が弾圧されると、教会の財産が売却され、コレッジョの祭壇画はファブリッツィ伯爵によって入手された。伯爵は数年で祭壇画を手放しており、ボローニャの美術収集家・美術商ジョバンニ・アントニオ・アルマーノ（Giovanni Antonio Armano）によって1789年に政治家・外交官のフェルディナンド・マレスカルキ伯爵に売却された。祭壇画は1816年の伯爵の死後もマレスカルキ家に残されていたが、イングランド貴族の初代アシュバートン男爵アレクサンダー・ベアリングによって購入された。その後はしばらくの間、男爵家に相続され、1889年に第5代アシュバートン男爵フランシス・ベアリングによって美術商アグニュー、アーサー・ジョセフ・サリー、アッシャー・ヴェルトハイマーに売却された。メトロポリタン美術館が祭壇画の購入を最初に検討したのは1908年のことであり、1912年にアグニュー、サリー、ヴェルトハイマーから購入された。

## ギャラリー
関連作品

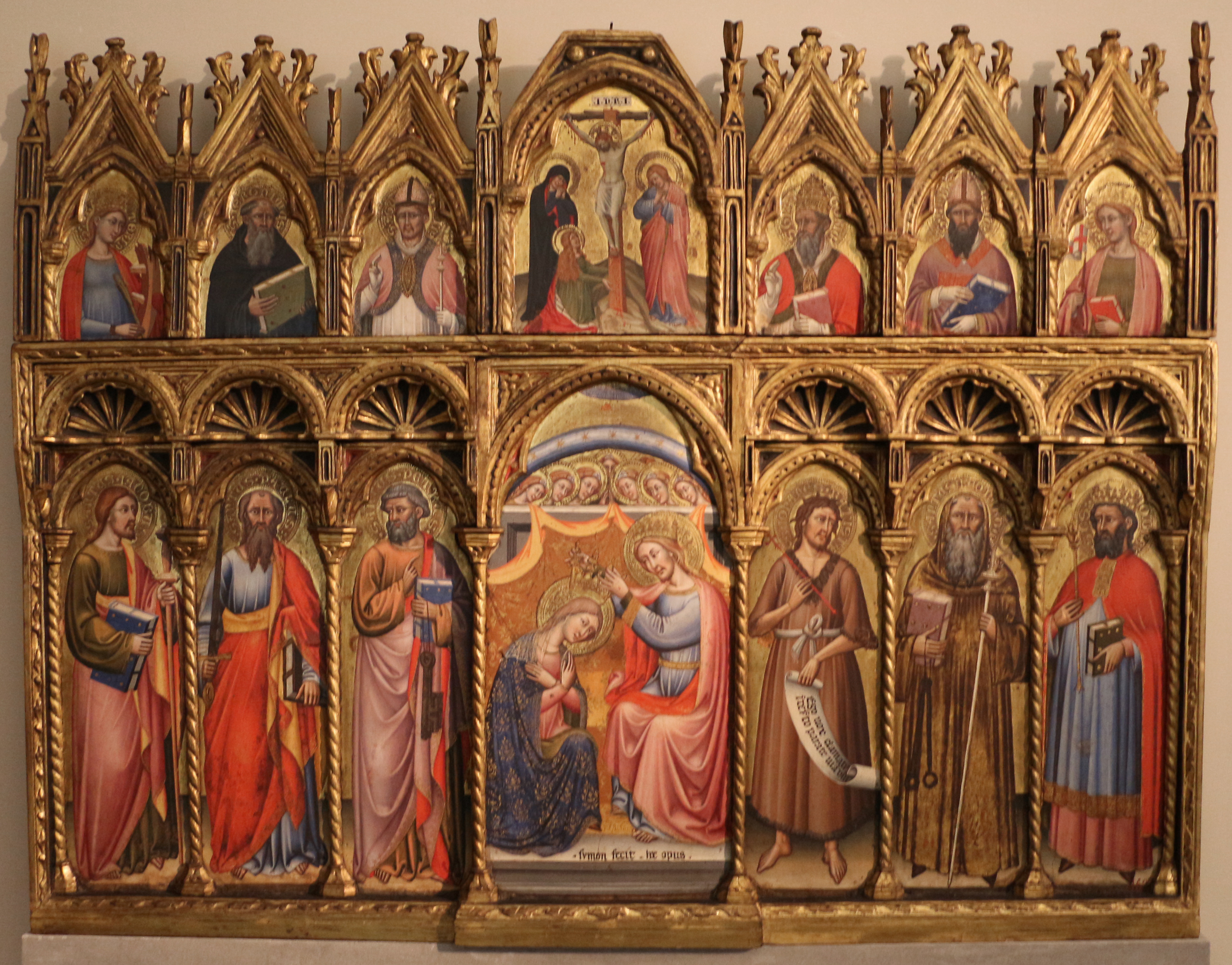
シモーネ・デイ・クロチフィッシ（英語版）『聖人と預言者の間での聖母戴冠とキリストの磔刑』1385年頃 ボローニャ国立絵画館（英語版）所蔵
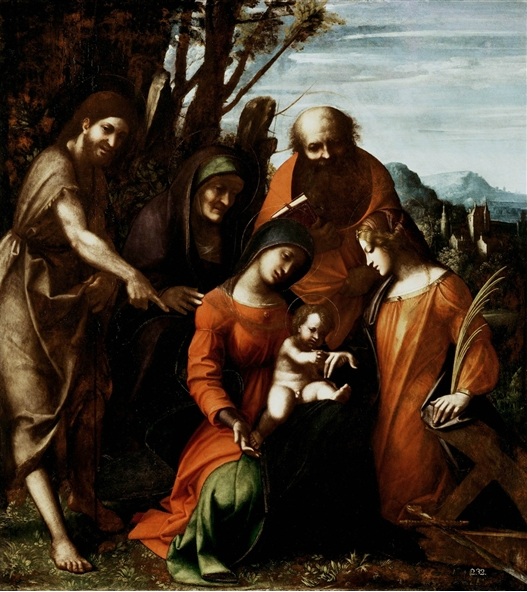
コレッジョ『聖カタリナの神秘の結婚』1512年頃　デトロイト美術館所蔵
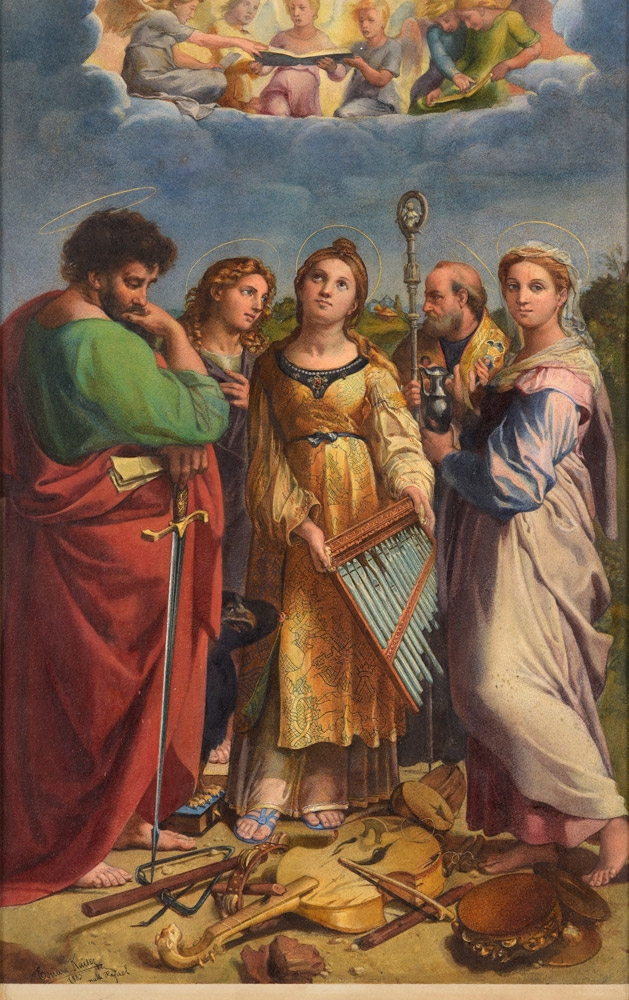
ラファエロ・サンツィオ『聖チェチリアの法悦』1514年-1515年 ボローニャ国立絵画館所蔵